# Ferdinand Duchatsch
Ferdinand Duchatsch (1. února 1835 Maribor – 13. prosince 1887 Štýrský Hradec) byl rakouský politik německé národnosti ze Štýrska, v 2. polovině 19. století poslanec Říšské rady a starosta Mariboru.

## Biografie
V období let 1878–1880 zasedal jako poslanec Štýrského zemského sněmu. Byl i poslancem Říšské rady (celostátního parlamentu Předlitavska), kam usedl v doplňovacích volbách roku 1876 za městskou kurii ve Štýrsku, obvod Maribor, Slovenska Bistrica, Slovenj Gradec, Ptuj, Ormož atd. Slib složil 8. února 1876. Mandát zde obhájil ve volbách roku 1879. Rezignaci oznámil na schůzi 30. listopadu 1880. V roce 1876 se uvádí jako Dr. Ferdinand Duchatsch, advokát a náměstek starosty, bytem Maribor. V parlamentu zastupoval blok Ústavní strany (liberálně, centralisticky a provídeňsky orientované). V roce 1880 se vzdal říšského i zemského poslaneckého křesla.
V období let 1883–1885 zastával úřad starosty Mariboru.
Zemřel po dlouhé a těžké chorobě v prosinci 1887 v nemocnici Feldhof u Štýrského Hradce.